# The Codex Necro
The Codex Necro è il primo album in studio del gruppo musicale black metal britannico Anaal Nathrakh, pubblicato nel 2001.

## Tracce
1. The Supreme Necrotic Audnance – 4:43
2. When Humanity Is Cancer – 5:19
3. Submission Is for the Weak – 5:16
4. Pandemonic Hyperblast – 3:52
5. Paradigm Shift - Annihilation – 6:07
6. The Technogoat – 4:38
7. Incipid Flock – 5:22
8. Human, All Too Fucking Human – 4:48
9. The Codex Necro – 6:07

## Formazione
- Irrumator - tutti gli strumenti
- V.I.T.R.I.O.L. - voce